# روزنامه بلدیه
روزنامه بلدیه نام یکی از نشریات دوران مشروطه در همدان است. روزنامه بلدیه به صاحب امتیازی و مدیریت مرتضی موسوی و میرزا ابوالقاسم خان همدانی در سال۱۳۲۵٫ق تأسیس و در تهران منتشر شد. این روزنامه که تا ۱۷ شماره بیشتر انتشار نیافت مربوط به اخبار و مسائل همدان بود.